# 薛荣久
薛荣久（1936年6月—2022年12月17日），笔名薛习，男，河北迁安人，中国经济学家，对外经济贸易大学教授、博士生导师，享受国务院政府特殊津贴专家。